# AirDrop
AirDrop（エアドロップ）は、ほかのApple製デバイスと写真や書類などのコンテンツを共有（送受信）できるサービス。

AirDropのロゴ

## 概要
AirDropを使用するとユーザーはWi-Fi、及びBluetoothを介してOS X (macOS) 10.7以降、iOS 7以降、Vision OSを搭載するデバイスで、他のサポートされているデバイスにファイルを共有することができる。macOSではFinderメニューのAirDropを選択することによって実行できる。その他においては共有メニューから実行できる。

## 対応モデル
AirDropは下記の機種で利用できる
iOS 7以降を搭載する
- iPhone 5以降
- iPod touch（第5世代）以降
- iPad（第4世代）以降
- 全世代のiPad mini
- 全世代のiPad Air
- 全世代のiPad Pro

- MacBook Pro（Late 2008）以降
- MacBook Air（Late 2010）以降
- MacBook（Late 2008）以降（Late 2008のポリカーボネートモデルは対象外）
- iMac（Early 2009）以降
- Mac mini（Mid 2010）以降
- 全世代のMac Studio
- 全世代のMac Pro（Mid 2010; Early 2008 または Early 2009 の場合、Airmac Extreme カードを装着する必要がある）
- Apple Vision Pro

## 問題点

### AirDrop痴漢
AirDropを利用してわいせつな画像を見ず知らずの人に送信する「AirDrop痴漢」と呼ばれる事件が発生している。英語では「Cyberflashing(サイバー•フラッシュ)」と呼ばれている。
2019年7月5日には福岡市地下鉄列車内で見ず知らずの人のスマホに、AirDropを用いてわいせつ画像を送信したとして、福岡県警察が男性を福岡県迷惑防止条例違反容疑で書類送検した。2020年8月には市川市内の飲食店で同様のことをした男性が千葉県迷惑防止条例違反の疑いで逮捕され、千葉県では初の逮捕者となった。
設定を「受信しない」もしくは「連絡先のみ」（登録した人とのみ通信可能な状態）にすることで、見ず知らずの人から画像を受信されなくなるためメディア等で注意を呼び掛けている。
iOS 16.2（中国でのみiOS 16.1.1）以降、「すべての人」オプションがデフォルトで無効になり、有効時間が10分に制限された。

### 本名流出
AirDropの受信先として表示されるiPhoneの名前はデフォルトでは「○○（Apple IDに登録された名前）のiPhone」となるため、周囲の人に自身の本名がわかってしまうことがある。上記のAirDrop痴漢の対策同様設定を変更するか、端末の名前を変更することで対処可能。